# Heterosentis thapari
Heterosentis thapari är en hakmaskart som först beskrevs av Gupta och Fatma 1979.  Heterosentis thapari ingår i släktet Heterosentis och familjen Arhythmacanthidae. Inga underarter finns listade i Catalogue of Life.